# Горийский округ
Горийский округ (груз. გორის ოლქი) — единица административного деления Грузинской ССР, существовавшая с сентября 1929 по июль 1930 года. Административный центр — город Гори.
Образован постановлением ВЦИК и СНК Грузинской ССР от 11 июля 1929 года путём преобразования Горийского уезда.
Горийский округ был разделён на 4 района: Горийский, Каспский, Хашурский и Боржомский.
Горийский округ граничил с Кутаисским и Тифлисским округами, Ахалцихским и Ахалкалакским уездами и Юго-Осетинской автономной областью.
По постановлению ЦИК и СНК СССР от 23 июля 1930 года Горийский округ, как и большинство остальных округов СССР, был упразднён, а входящие в его состав районы переданы в прямое подчинение Грузинской ССР.